# Боков, Шамсудин Бесланович
Шамсудин Бесланович Боков (род. 25 декабря 1983) — российский ингушский журналист, главный редактор газеты «Ингушетия» (2015—2022), председатель Союза журналистов Ингушетии (2016—н. в.), директор национальной телерадиокомпании «Магас» (2023—н. в.).

## Биография
Родился 25 декабря 1983 года. В 2006 году окончил исторический факультет Ингушского государственного университета.
С 2004 года работал корреспондентом ингушской газеты «Сердало», позднее — корреспондентом информационного агентства «Интерфакс» в Ингушетии и пресс-секретарем ингушского отделения партии «Единая Россия». В 2014—2015 годах являлся пресс-секретарём главы Ингушетии, руководителем его пресс-службы.
В 2015—2022 годах являлся главным редактором газеты «Ингушетия». В 2016 году был избран председателем Союза журналистов Ингушетии, в 2022 году — единогласно переизбран. Также являлся заместителем министра промышленности и цифрового развития Ингушетии. С 2023 года является директором национальной телерадиокомпании «Магас».
В 2018 году являлся одним из доверенных лиц Владимира Путина на выборах президента России. Также в 2018 году был избран членом Общественной палаты Ингушетии.

## Награды
- Заслуженный работник культуры Республики Ингушетия[1].